# Gheorghe Anghel
Gheorghe D. Anghel (Turnu-Severin, 22 agosto 1904 – Bucarest, 9 aprile 1966) è stato uno scultore rumeno.
Giovane studente a Parigi (1924-1937), debuttò con una esposizione nel 1943. È autore di un busto di Ciprian Porumbescu a Bucarest.